# Boeing E-3 Sentry
Boeing E-3 Sentry là một loại máy bay chỉ huy và cảnh báo sớm trên không (AEW&C) được phát triển bởi Boeing làm nhà thầu chính. Được phát triển từ Boeing 707, E-3 là loại máy bay thông tin liên lạc, chỉ huy, giám sát có thể bay mọi điều kiện thời tiết, được Không quân Hoa Kỳ (USAF), NATO, Không quân Hoàng gia (RAF), Không quân Pháp và Không quân Hoàng gia Ả rập Saudi sử dụng.

## Biến thể

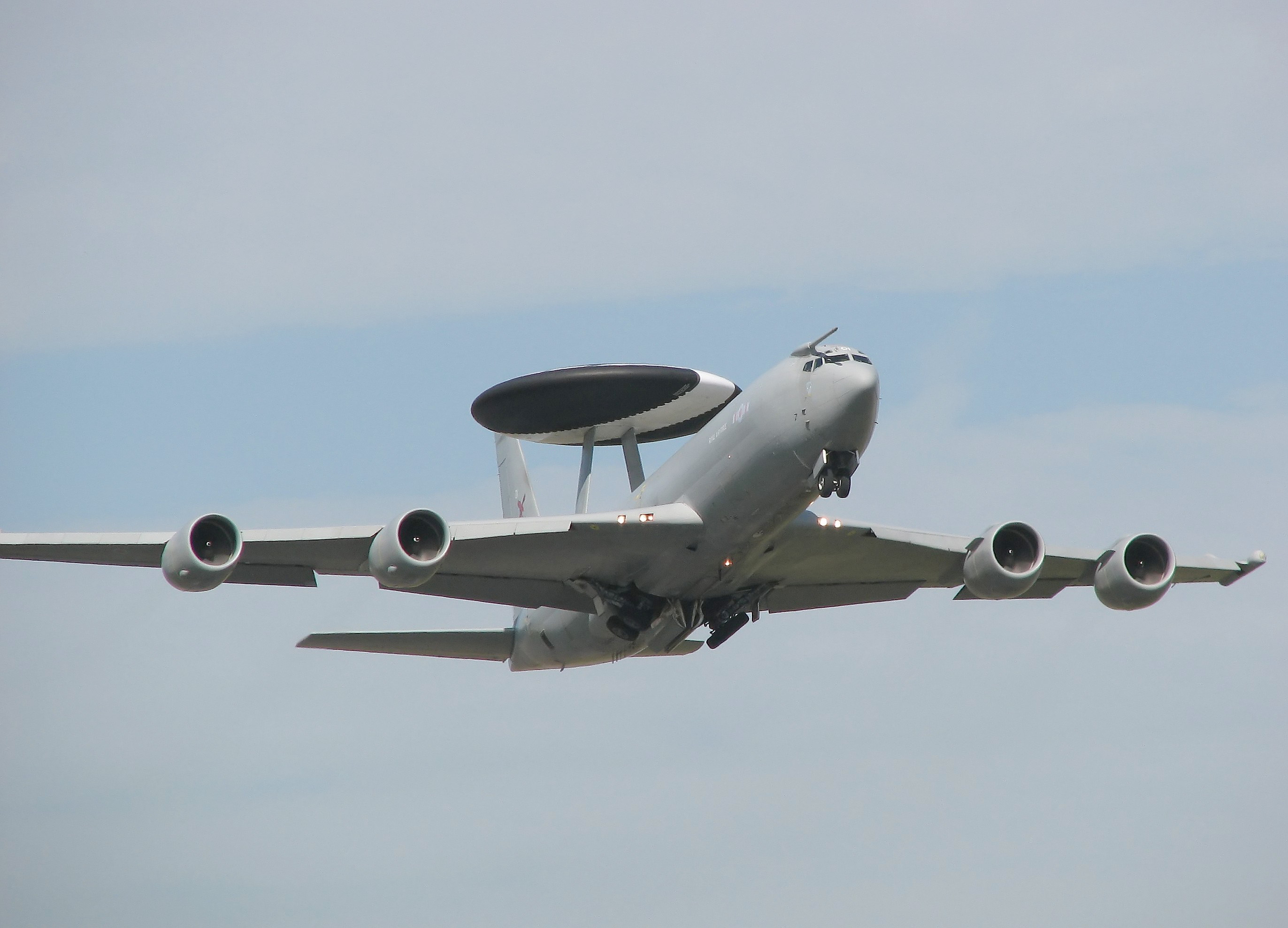
Sentry AEW1 thuộc RAF

## Quốc gia sử dụng

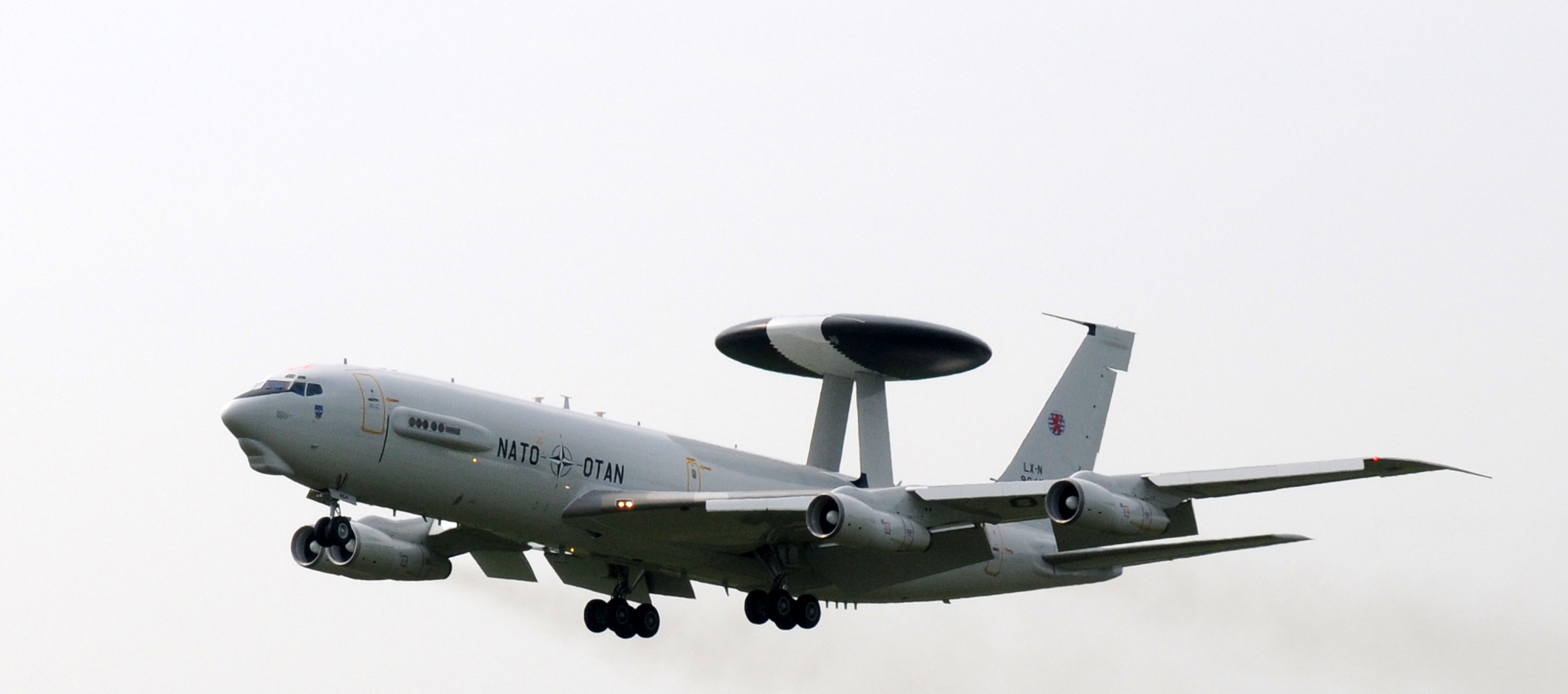
E-3 của NATO được định danh LX ở đuôi. The chin bulges house an ESM suite.

NATO
 PhápKhông quân Pháp
 Saudi ArabiaKhông quân Hoàng gia Ả rập Saudi
 United KingdomKhông quân Hoàng gia
 United States of AmericaKhông quân Hoa Kỳ

## Tính năng kỹ chiến thuật (USAF/NATO)
Dữ liệu lấy từ Globalsecurity.org
Đặc điểm tổng quát
- Tổ lái: Tổ lái: 4
Tổ vận hành: 13–19
- Chiều dài: 152 ft 11 in (46,61 m)
- Sải cánh: 145 ft 9 in (44,42 m)
- Chiều cao: 41 ft 4 in (12,6 m)
- Diện tích cánh: 3.050 ft² (283,4 m²)
- Trọng lượng rỗng: 185.000 lb (73.480 kg)
- Trọng lượng có tải: 344.000 lb (với tiếp nhiên liệu trên không) (156.036 kg)
- Trọng lượng cất cánh tối đa: 347.000 lb (157.397 kg)
- Động cơ: 4 × Pratt and Whitney TF33-PW-100A kiểu turbofan, 21.500 lbf (93 kN) mỗi chiếc

 Hiệu suất bay 
- Vận tốc cực đại: 530 mph (855 km/h, 461 knot)
- Tầm bay: 4.000 hải lý (7.400 km) (8 h)
- Trần bay: 41.000 ft (12.500 m)